# Liga Superior Femenina de Baloncesto de 2020
La Liga Superior Femenina de Baloncesto 2020 fue la primera edición de la máxima categoría del baloncesto profesional femenino en Colombia, organizado por la Federación Colombiana de Baloncesto con apoyo del Ministerio del Deporte, y se disputó del 2 de noviembre al 1 de diciembre.
El campeonato se llevó a cabo en su totalidad a puerta cerrada en el Coliseo Iván de Bedout en Medellín, debido a la pandemia de COVID-19 en Colombia.

## Sistema de juego
En total se disputaron cuatro fases en el torneo, la primera bajo el sistema de todos contra todos en un solo grupo de ocho equipos, sin eliminación. En la segunda fase se disputaron cuadrangulares todos contra todos con dos grupos de pares e impares acorde con la clasificación de la fase anterior. Los dos primeros de cada grupo jugaron una tercera fase de Play Off donde los ganadores de dos de tres juegos posibles avanzaron al play-off final, el cual se disputó al mejor de tres de cinco partidos posibles.

## Equipos participantes
| Equipo                  | Ciudad      | Departamento       |
| ----------------------- | ----------- | ------------------ |
| Guerreros de Bogotá     | Bogotá      | Bogotá, D. C.      |
| Leonas INDER Medellín   | Medellín    | Antioquia          |
| Liga de Cundinamarca    | Madrid      | Cundinamarca       |
| Liga de Santander       | Bucaramanga | Santander          |
| Motilonas del Norte     | Cúcuta      | Norte de Santander |
| Power Basketball Club   | Manizales   | Caldas             |
| Team Cali               | Cali        | Valle del Cauca    |
| Universidad de Medellín | Medellín    | Antioquia          |

## Primera fase
- Fuente:[2]

| Pos | Equipos                 | PTS |
| --- | ----------------------- | --- |
| 1.  | Leonas INDER Medellín   | 13  |
| 2.  | Club Valtam             | 13  |
| 3.  | Universidad de Medellín | 12  |
| 4.  | Guerreros de Bogotá     | 11  |
| 5.  | Motilonas del Norte     | 10  |
| 6.  | INDER Santander         | 9   |
| 7.  | Team Cali               | 9   |
| 8.  | Power Basketball Club   | 7   |

## Segunda fase
|  | Clasificadas a la fase de Playoffs |
|  | Eliminadas.                        |

### Grupo A
- Fuente:[3]

| Pos | Equipos                 | Puntos | Promedio |
| --- | ----------------------- | ------ | -------- |
| 1.  | Team Cali               | 5      | 1,56     |
| 2.  | Leonas INDER Medellín   | 5      | 1,05     |
| 3.  | Universidad de Medellín | 5      | 0,92     |
| 4.  | Motilonas del Norte     | 3      |          |

| Ronda 15       | Ronda 15  | Ronda 15  | Ronda 15        | Ronda 15 | Ronda 15       |
| Local          | Resultado | Visitante | Fecha           | Hora     | Transmisión    |
| -------------- | --------- | --------- | --------------- | -------- | -------------- |
| Leonas         | 66 : 55   | Team Cali | 18 de noviembre | 14:00    | Señal Colombia |
| U. de Medellín | 82 : 73   | Motilonas | 18 de noviembre | 16:00    | Señal Colombia |

| Ronda 17  | Ronda 17  | Ronda 17       | Ronda 17        | Ronda 17 | Ronda 17       |
| Local     | Resultado | Visitante      | Fecha           | Hora     | Transmisión    |
| --------- | --------- | -------------- | --------------- | -------- | -------------- |
| Team Cali | 77 : 45   | U. de Medellín | 20 de noviembre | 14:00    | Señal Colombia |
| Motilonas | 57 : 64   | Leonas         | 20 de noviembre | 16:00    | Señal Colombia |

| Ronda 19  | Ronda 19  | Ronda 19       | Ronda 19        | Ronda 19 | Ronda 19       |
| Local     | Resultado | Visitante      | Fecha           | Hora     | Transmisión    |
| --------- | --------- | -------------- | --------------- | -------- | -------------- |
| Motilonas | 30 : 88   | Team Cali      | 22 de noviembre | 14:00    | Señal Colombia |
| Leonas    | 57 : 65   | U. de Medellín | 22 de noviembre | 16:00    | Señal Colombia |

### Grupo B
- Fuente:[4]

| Pos | Equipos               | PTS | PG | PP | PJ | PTFA | PTCO |
| --- | --------------------- | --- | -- | -- | -- | ---- | ---- |
| 1.  | Guerreros de Bogotá   | 6   | 3  | 0  | 3  | 214  | 157  |
| 2.  | INDER Santander       | 4   | 1  | 2  | 3  | 173  | 192  |
| 3.  | Club Valtam           | 4   | 1  | 2  | 3  | 181  | 183  |
| 4.  | Power Basketball Club | 4   | 1  | 2  | 3  | 168  | 204  |

| Ronda 16  | Ronda 16  | Ronda 16  | Ronda 16        | Ronda 16 | Ronda 16       |
| Local     | Resultado | Visitante | Fecha           | Hora     | Transmisión    |
| --------- | --------- | --------- | --------------- | -------- | -------------- |
| Guerreros | 73 : 47   | Santander | 19 de noviembre | 14:00    | Señal Colombia |
| Valtam    | 56 : 64   | Power     | 19 de noviembre | 16:00    | Señal Colombia |

| Ronda 18  | Ronda 18  | Ronda 18  | Ronda 18        | Ronda 18 | Ronda 18       |
| Local     | Resultado | Visitante | Fecha           | Hora     | Transmisión    |
| --------- | --------- | --------- | --------------- | -------- | -------------- |
| Guerreros | 79 : 56   | Power     | 21 de noviembre | 14:00    | Señal Colombia |
| Santander | 57 : 71   | Valtam    | 21 de noviembre | 16:00    | Señal Colombia |

| Ronda 20  | Ronda 20  | Ronda 20  | Ronda 20        | Ronda 20 | Ronda 20       |
| Local     | Resultado | Visitante | Fecha           | Hora     | Transmisión    |
| --------- | --------- | --------- | --------------- | -------- | -------------- |
| Santander | 69 : 48   | Power     | 21 de noviembre | 14:00    | Señal Colombia |
| Valtam    | 54 : 62   | Guerreros | 21 de noviembre | 16:00    | Señal Colombia |

## Play Off

### Semifinal
| Ronda 21  | Ronda 21  | Ronda 21  | Ronda 21        | Ronda 21 | Ronda 21       |
| Local     | Resultado | Visitante | Fecha           | Hora     | Transmisión    |
| --------- | --------- | --------- | --------------- | -------- | -------------- |
| Cali      | 72 : 83   | Santander | 25 de noviembre | 14:00    | Señal Colombia |
| Guerreros | 49 : 57   | Leonas    | 25 de noviembre | 16:00    | Señal Colombia |

| Ronda 22  | Ronda 22  | Ronda 22  | Ronda 22        | Ronda 22 | Ronda 22       |
| Local     | Resultado | Visitante | Fecha           | Hora     | Transmisión    |
| --------- | --------- | --------- | --------------- | -------- | -------------- |
| Leonas    | 57 : 52   | Guerreros | 26 de noviembre | 14:00    | Señal Colombia |
| Santander | 44 : 36   | Cali      | 26 de noviembre | 16:00    | Señal Colombia |

### Final
| Ronda 23 | Ronda 23  | Ronda 23  | Ronda 23        | Ronda 23 | Ronda 23       |
| Local    | Resultado | Visitante | Fecha           | Hora     | Transmisión    |
| -------- | --------- | --------- | --------------- | -------- | -------------- |
| Leonas   | 43 : 56   | Santander | 29 de noviembre | 14:00    | Señal Colombia |

| Ronda 24 | Ronda 24  | Ronda 24  | Ronda 24        | Ronda 24 | Ronda 24       |
| Local    | Resultado | Visitante | Fecha           | Hora     | Transmisión    |
| -------- | --------- | --------- | --------------- | -------- | -------------- |
| Leonas   | 64 : 59   | Santander | 30 de noviembre | 19:00    | Señal Colombia |

| Ronda 25 | Ronda 25  | Ronda 25  | Ronda 25       | Ronda 25 | Ronda 25       |
| Local    | Resultado | Visitante | Fecha          | Hora     | Transmisión    |
| -------- | --------- | --------- | -------------- | -------- | -------------- |
| Leonas   | 67 : 46   | Santander | 1 de diciembre | 19:00    | Señal Colombia |

|                                           |
| Bandera de Colombia                       |
| Campeón Leonas INDER Medellín 1.er título |